# Brachys apachei
Brachys apachei är en skalbaggsart som beskrevs av Knull 1952. Brachys apachei ingår i släktet Brachys och familjen praktbaggar. Inga underarter finns listade i Catalogue of Life.